# 東京水辺ライン

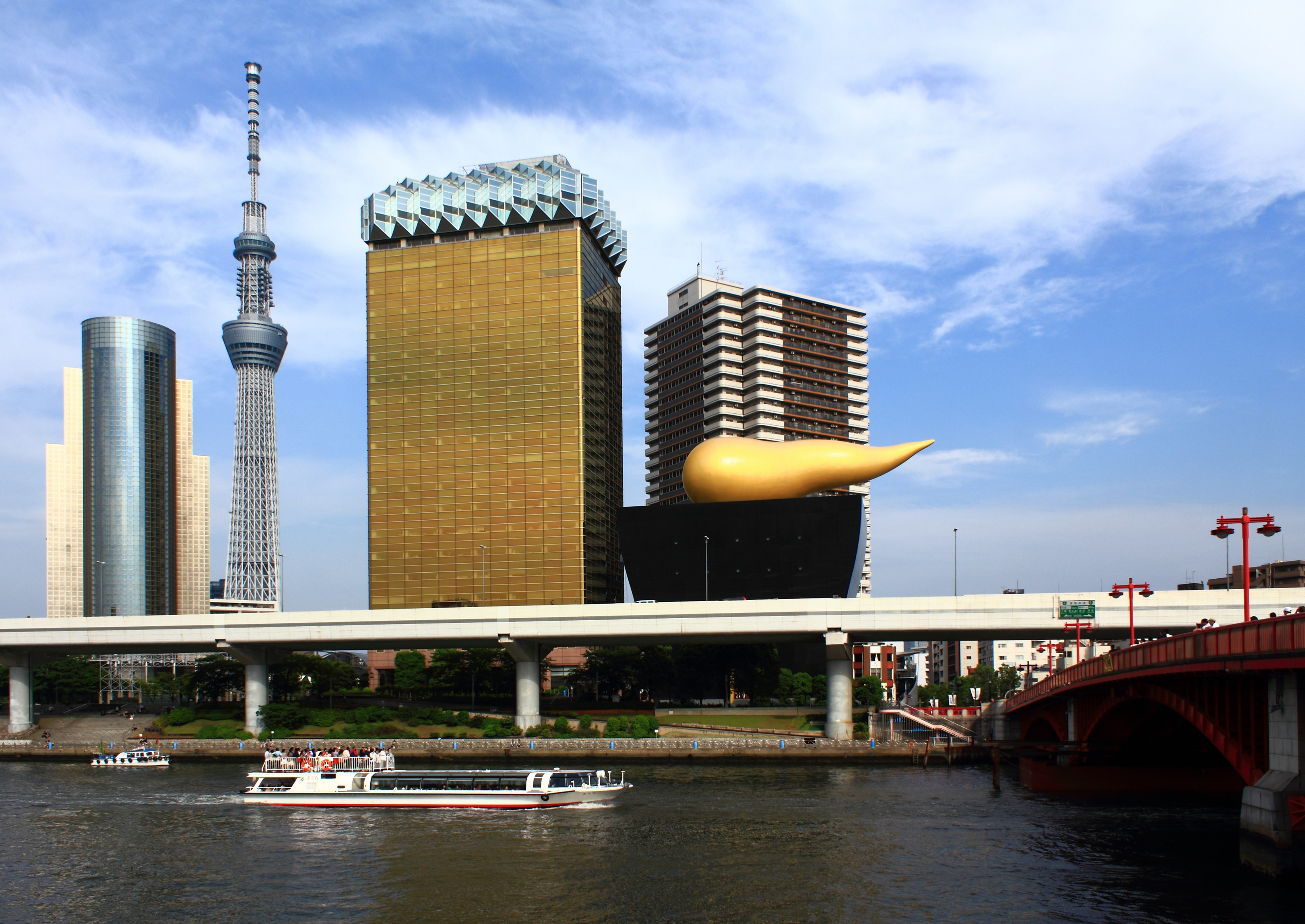
吾妻橋付近を東京スカイツリーをバックに航行する東京水辺ラインの船舶

東京水辺ライン（とうきょうみずべライン）は、東京港、隅田川、荒川にて定期・不定期運航している水上バスである。

## 概要
東京都公園協会が運営する水上バスで、下記の定期・不定期航路船舶のほか、貸切便、イベント便、宴便などがある。貸切便は、定員140名の「さくら・あじさい号」と定員200名の「こすもす号」の2船があり、時間貸制。宴便は、航路が両国 - レインボーブリッジ通過後Uターン - 両国で、2時間のクルージングを完全貸切で楽しめる。
運休日は毎週月曜日（ただし、祝・祭日にあたるときは翌日）及び年末年始（12月29日 - 1月3日）。
2020年11月に、両国リバーセンターが整備された。

## 運航路線

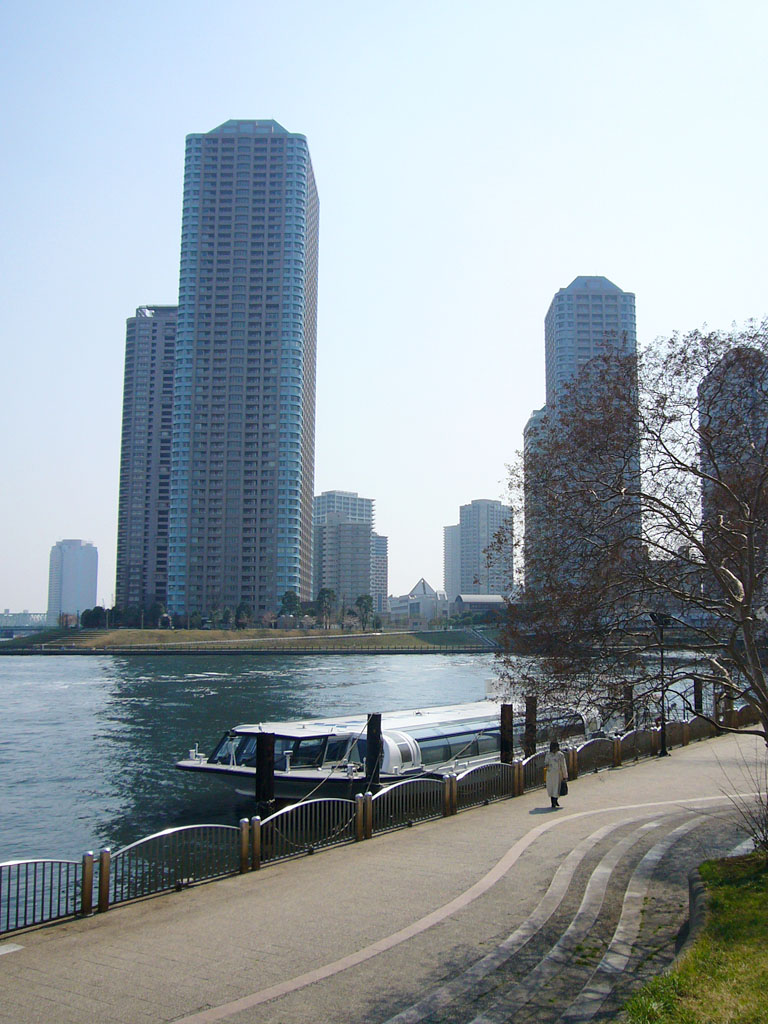
東京都中央区付近の隅田川で係留中の東京水辺ラインの船舶

- 両国・お台場クルーズ（運休日を除き通年定期運航）
  - 桜橋 - 両国 - 越中島 - 明石町・聖路加ガーデン前 - 浜離宮 - お台場海浜公園
- シーサイドコース（休日は定期運航、その他は不定期運航、下記の2コースがある）
  - お台場海浜公園 - 臨海部 - 葛西臨海公園
  - 葛西臨海公園 - 有明西運河 - お台場海浜公園
- TOKYOベイコース（休日は定期運航、その他は不定期運航）
  - 両国 - 越中島 - 明石町・聖路加ガーデン前 - 浜離宮 - お台場海浜公園 - （有明西運河経由） - 東京ビッグサイト - 葛西臨海公園
- トワイライトクルーズお台場（休日の不定期運航）
  - 両国 - お台場海浜公園
- 隅田川散策の旅（休日の特定日運航）
  - 両国 - 桜橋 - 千住 - 荒川遊園 - 神谷 - 小豆沢
- 江戸・東京 ぶらり旅（土曜日の特定日運航）
  - 両国 - 越中島 - 明石町・聖路加ガーデン前 - 浜離宮 - お台場海浜公園 - （有明西運河経由） - 東京ビッグサイト - 葛西臨海公園 - （荒川ロックゲート経由） - 平井 - （隅田水門通過） - 千住 - 桜橋 - 両国
- い・ち・に・ち ゆらり旅（日曜日・祝日の特定日運航）
  - 両国 - 墨田区吾妻橋 - 浜町 - 越中島 - 明石町・聖路加ガーデン前 - 浜離宮 - お台場海浜公園 - 船の科学館 - 葛西臨海公園 - 平井 - （岩淵水門経由） - 小豆沢 - 神谷 - 荒川遊園 - 千住 - 桜橋 - 両国
- 両国レインボーブリッジ周遊（休日の不定期運航）
  - 両国 - レインボーブリッジ通過後Uターン - 両国

※特定日についてはホームページで確認可能。

## 所属船舶

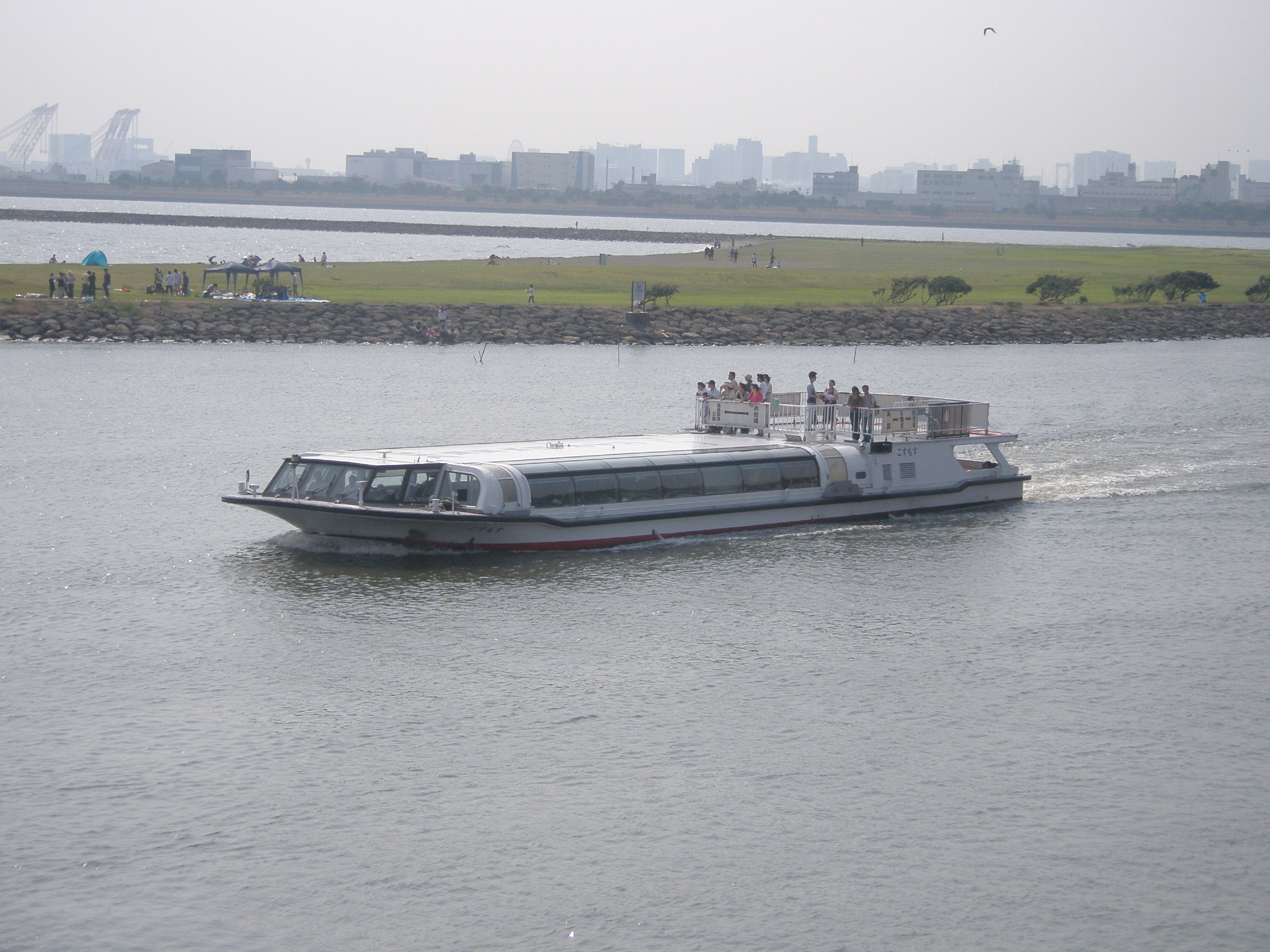
こすもす （2009年8月29日）

さくら
総トン数54トン、座席54名・定員140名。1991年（平成3年）7月就航。
あじさい
総トン数54トン、座席54名・定員140名。1991年（平成3年）7月就航。
こすもす
総トン数76トン、座席130名・定員200名。1993年（平成5年）3月就航。

## 発着場とその近隣施設
- 両国発着場（墨田区横網1丁目、JR総武線両国駅西口徒歩3分、都営大江戸線両国駅徒歩6分）
両国国技館、江戸東京博物館、旧安田庭園
- 浜町発着場（中央区日本橋浜町2丁目、都営新宿線浜町駅A1出口徒歩4分、都営浅草線東日本橋駅B1出口徒歩7分）
浜町公園、新大橋
- 越中島発着場（江東区越中島1丁目、JR京葉線越中島駅A3出口徒歩5分）
越中島公園直結、江東区立中の島公園（隅田川唯一の水上公園）、相生橋、大川端リバーシティ21
- 明石町聖路加ガーデン前発着場（中央区明石町、東京メトロ日比谷線築地駅3番出口徒歩7分）
聖路加ガーデン直通、聖路加国際病院、あかつき公園
- 浜離宮発着場（中央区浜離宮庭園、都営大江戸線築地市場駅A2出口徒歩7分、「浜離宮庭園発着場」とも）
浜離宮庭園、築地市場、汐留
- お台場発着場（港区台場1丁目、ゆりかもめ台場駅徒歩5分、「お台場海浜公園発着場」とも）
お台場海浜公園直結、アクアシティお台場、デックス東京ビーチ、フジテレビ
- WATERS竹芝発着所 （港区海岸一丁目、ゆりかもめ竹芝駅）
WATERS takeshiba（メズム東京、オートグラフコレクション・劇団四季各劇場）、東京ポートシティ竹芝、ニューピア竹芝
- 青海発着場（江東区青海2丁目、ゆりかもめ東京国際クルーズターミナル駅徒歩5分、「船の科学館発着場」、「青海客船ターミナル」とも）
船の科学館、潮風公園、青海南ふ頭公園
- 有明発着場（江東区有明3丁目、ゆりかもめ東京ビッグサイト駅徒歩3分、「東京ビッグサイト発着場」、「有明客船ターミナル」とも）
東京国際展示場（東京ビッグサイト）直結、東京ファッションタウン、水の広場公園直結、有明西ふ頭公園直結
- 葛西発着場（江戸川区臨海町6丁目、JR京葉線葛西臨海公園駅徒歩8分、「葛西臨海公園発着場」とも言う）
葛西臨海公園直結
- 平井発着場（江戸川区平井6丁目、JR総武線平井駅北口徒歩15分）
平井運動公園、平井大橋
- 小豆沢発着場（板橋区小豆沢4丁目、都営三田線志村坂上駅A3出口徒歩14分、JR埼京線北赤羽駅赤羽口徒歩18分）
- 神谷発着場（北区神谷1丁目、東京メトロ南北線王子神谷駅徒歩5分）
- 荒川遊園発着場（荒川区西尾久6丁目、東京さくらトラム荒川遊園地前停留場徒歩7分）
あらかわ遊園
- 千住発着場（足立区千住曙町、東武スカイツリーライン牛田駅徒歩5分、京成本線京成関屋駅徒歩5分）
千住汐入大橋
- 桜橋発着場（台東区今戸1丁目）
隅田公園直結

## 過去の発着場
- パレットタウン発着場（江東区青海1丁目、ゆりかもめ青海駅直結）
パレットタウン（ヴィーナスフォート、東京レジャーランド、大観覧車）、シンボルプロムナード公園

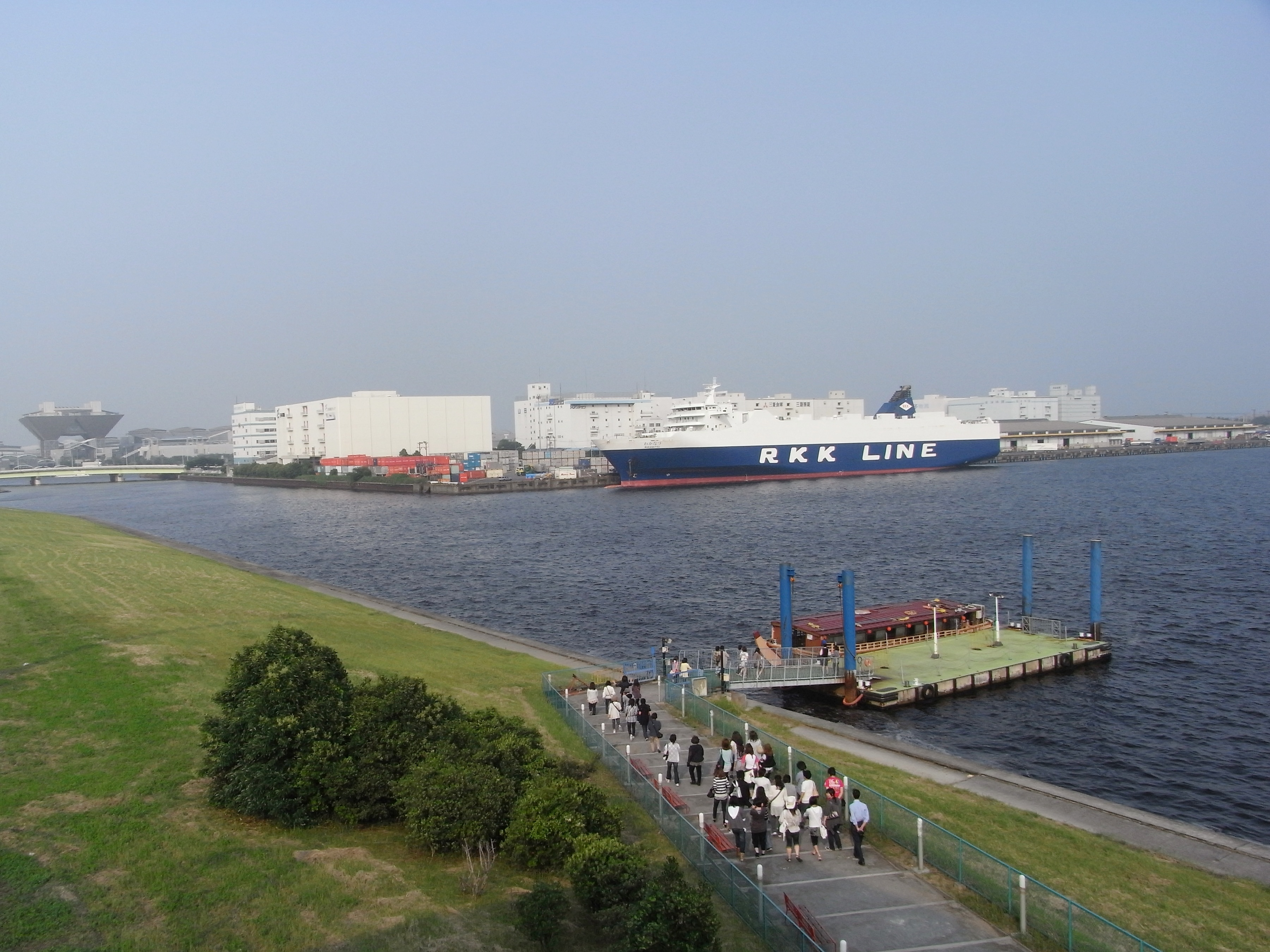
パレットタウン発着場周辺の様子。写真中央下がパレットタウン発着場で、桟橋に接岸する屋形船と乗船客が見える。 写真中央奥、大型フェリーが停泊中の埠頭は有明フェリー埠頭、左奥遠方に見えるのが東京国際展示場である。

## ギャラリー

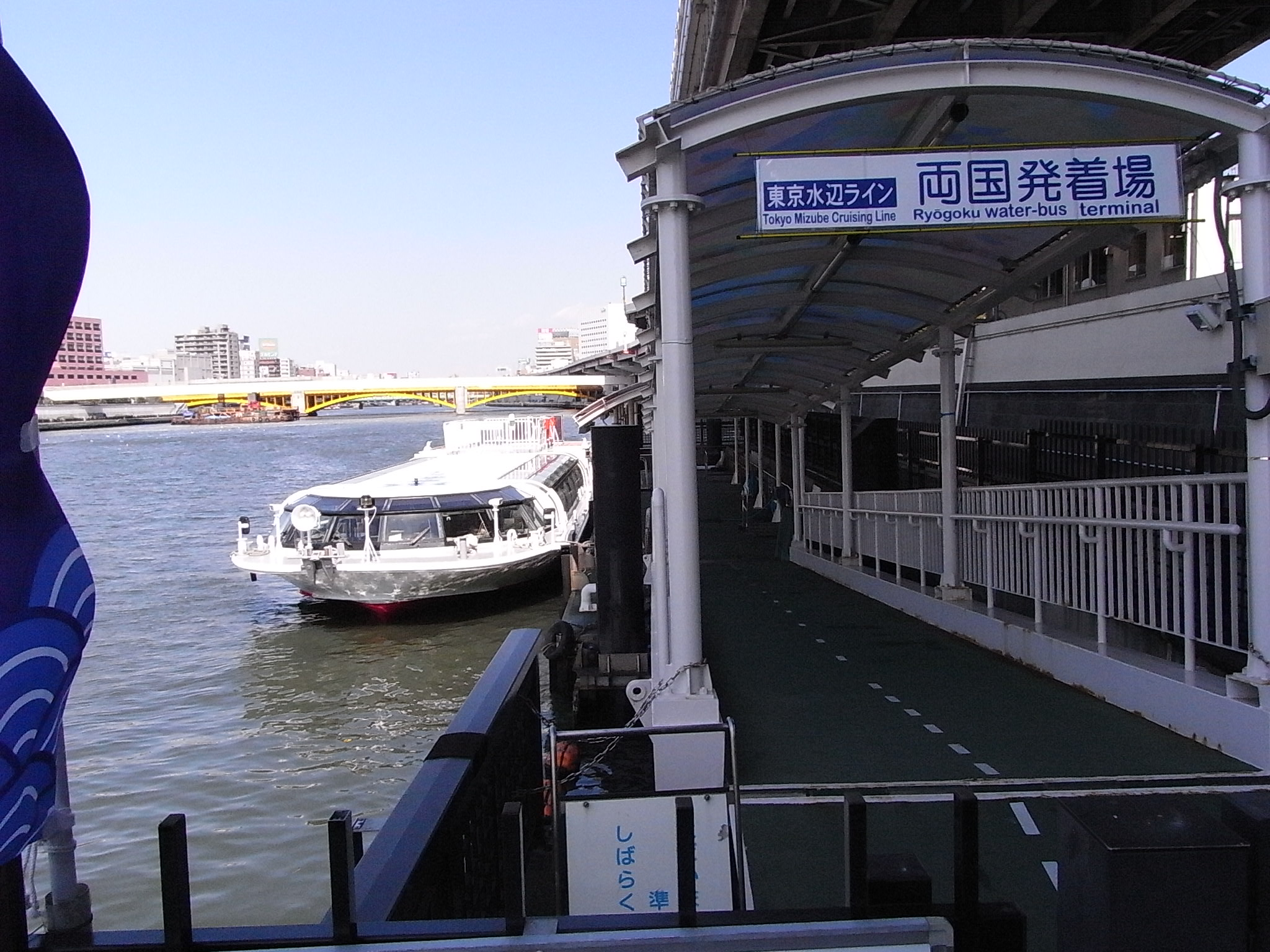
「浅草・お台場クルーズ」両国発着場（2009年3月10日撮影）
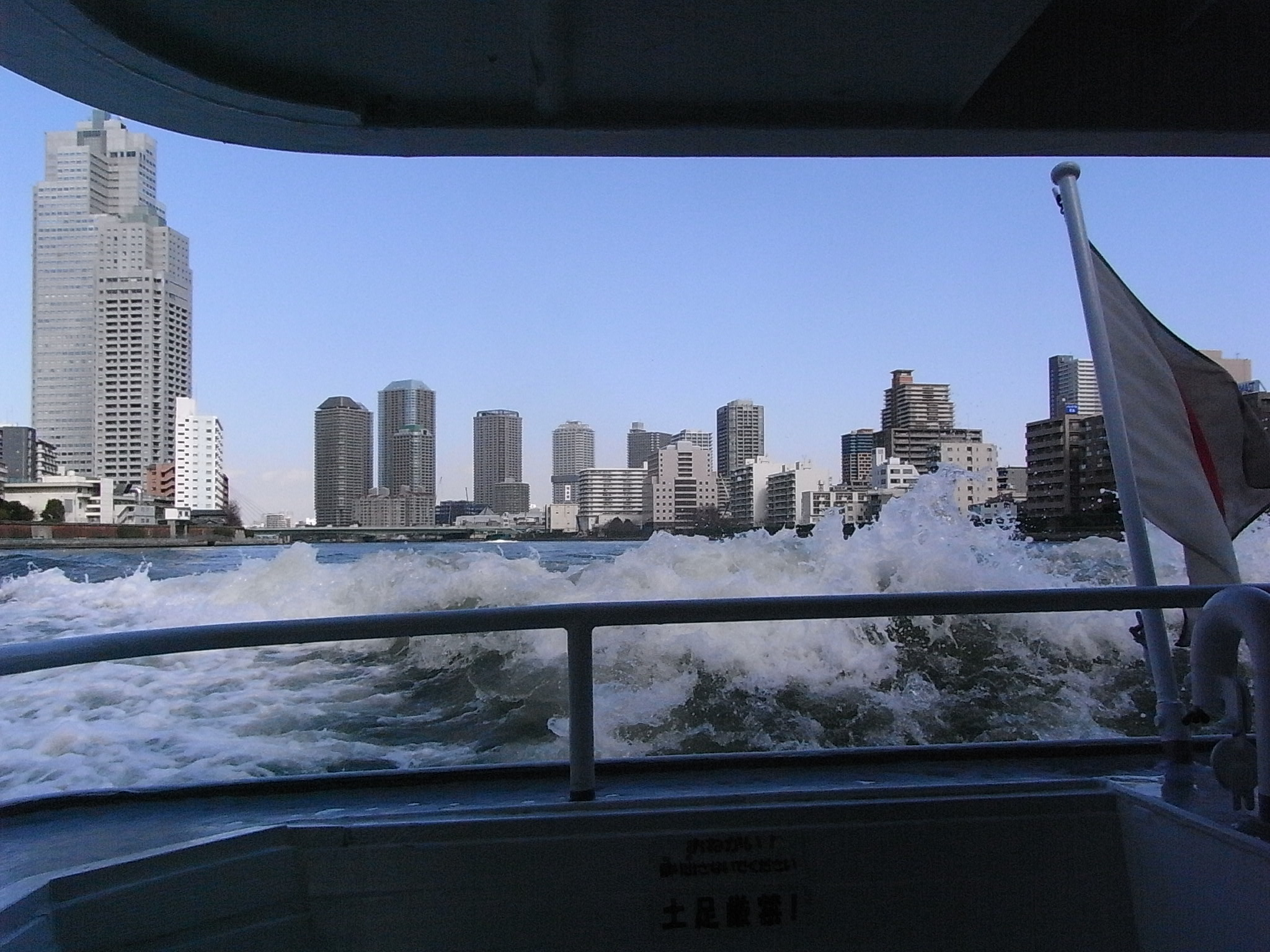
明石町・聖路加ガーデン前（2009年3月10日撮影）
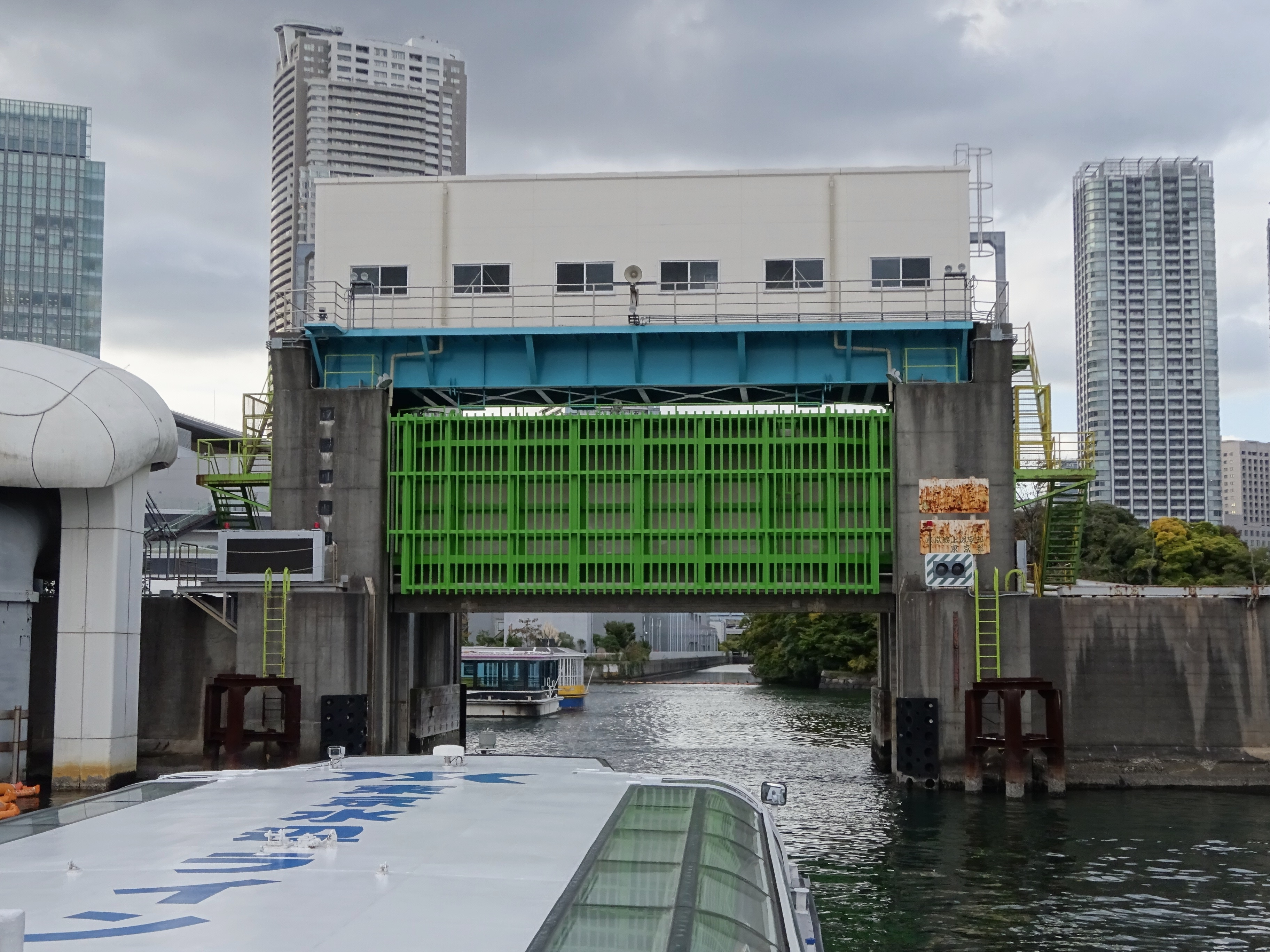
開放動作中の汐留川水門に進入する「こすもす」（2021年11月撮影）
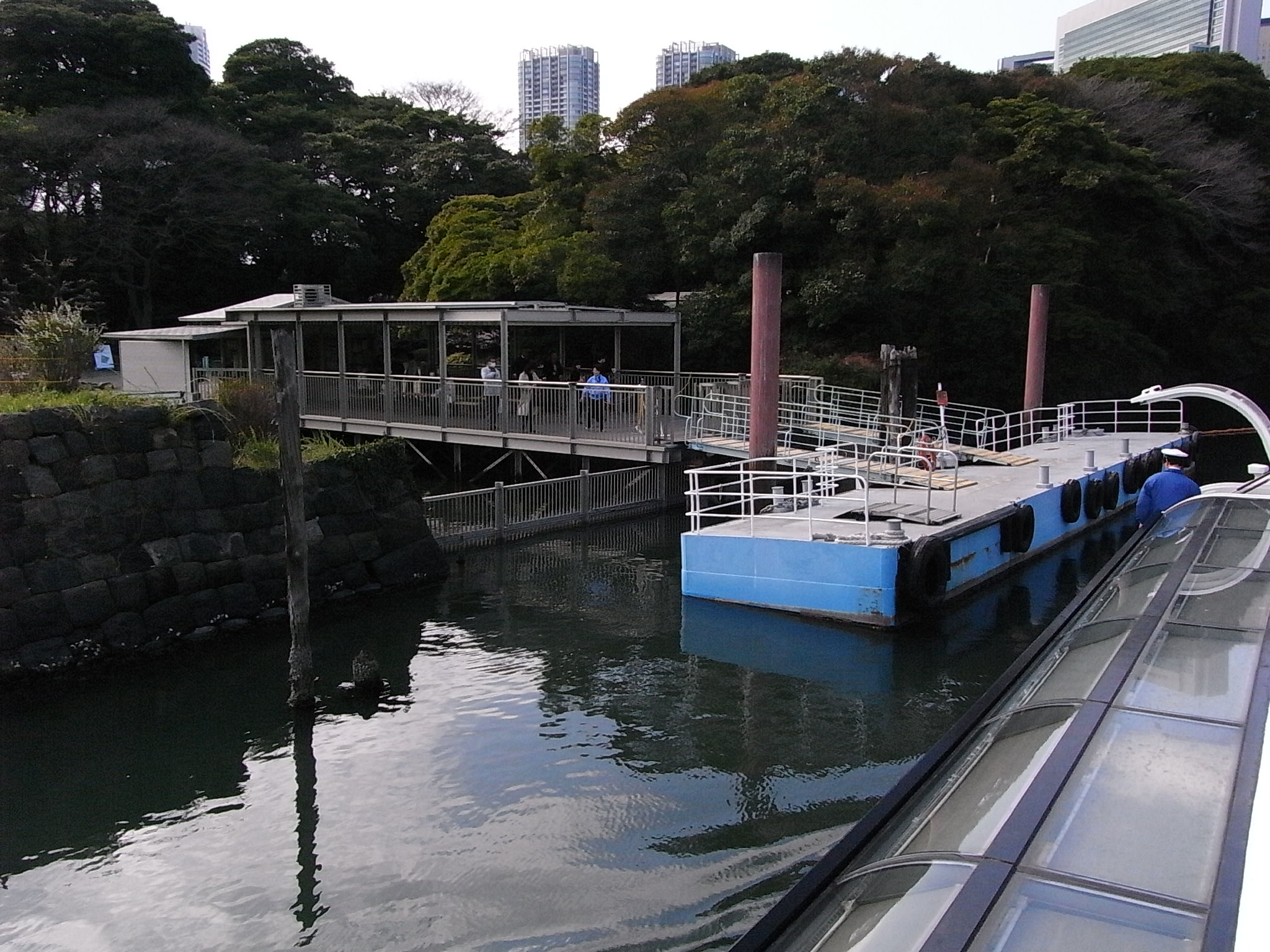
浜離宮発着場（2009年3月10日撮影）
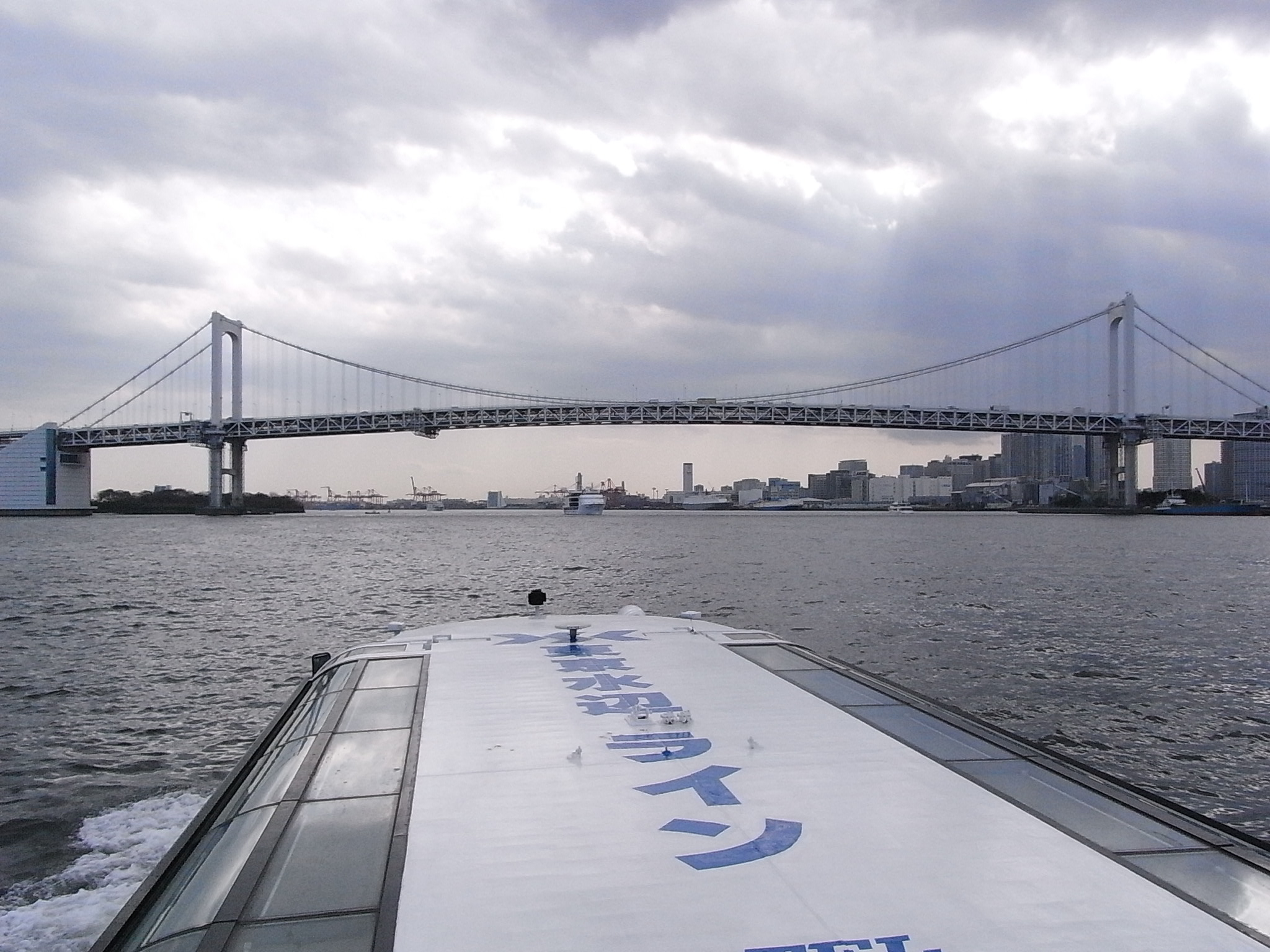
レインボーブリッジを見る（2009年3月10日撮影）
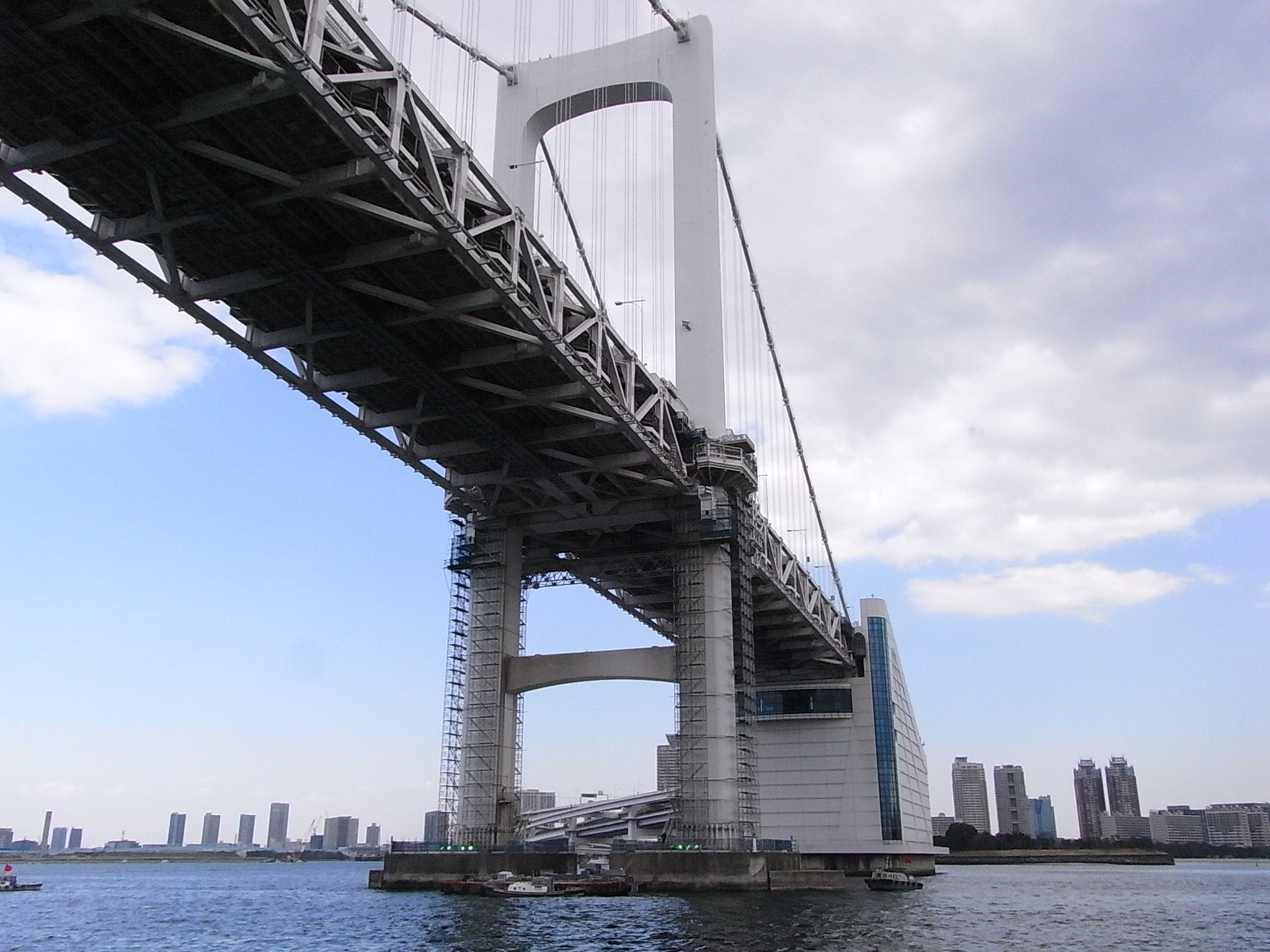
レインボーブリッジ下を潜る（2009年3月10日撮影）
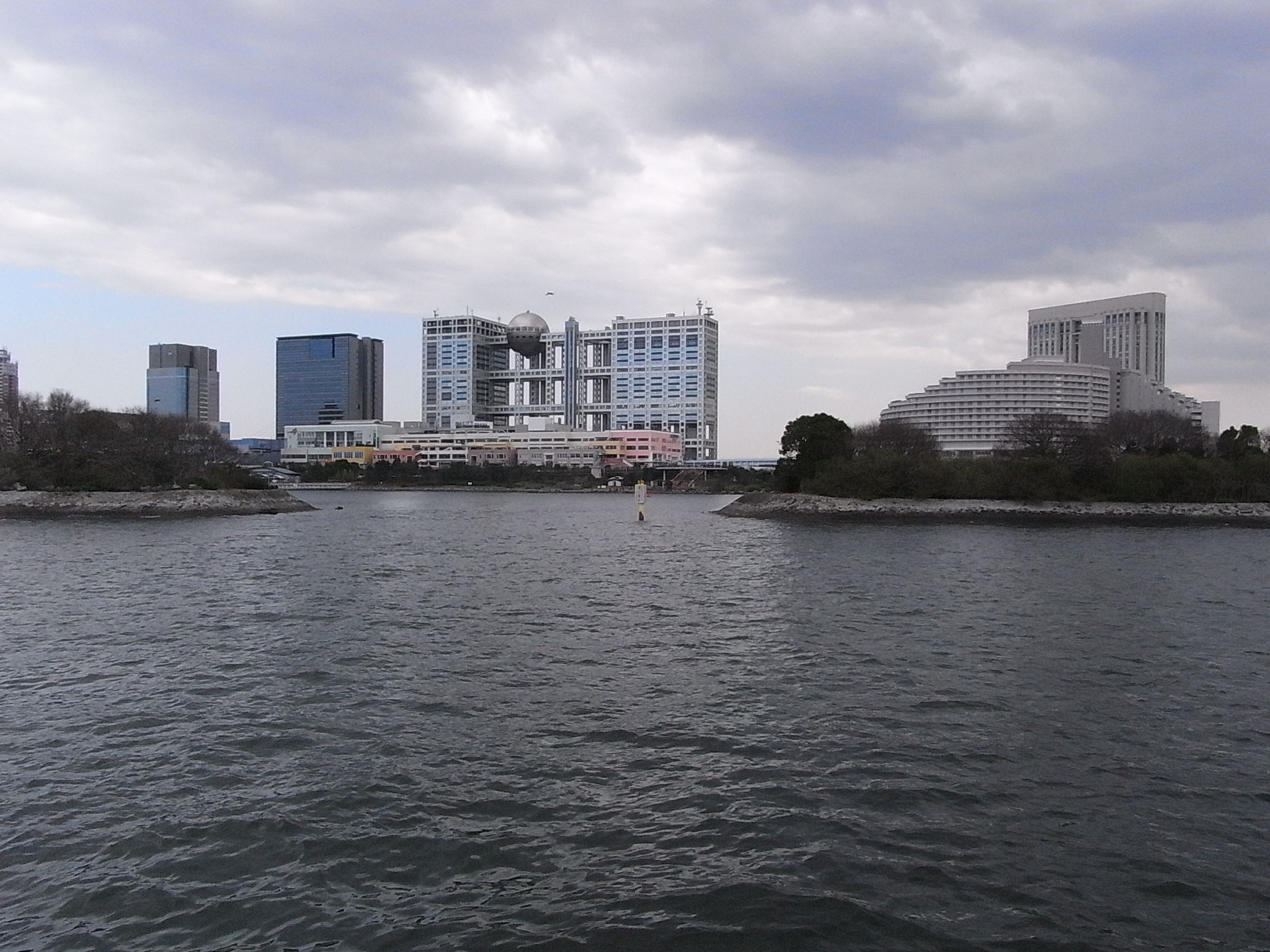
お台場地区を見る（2009年3月10日撮影）
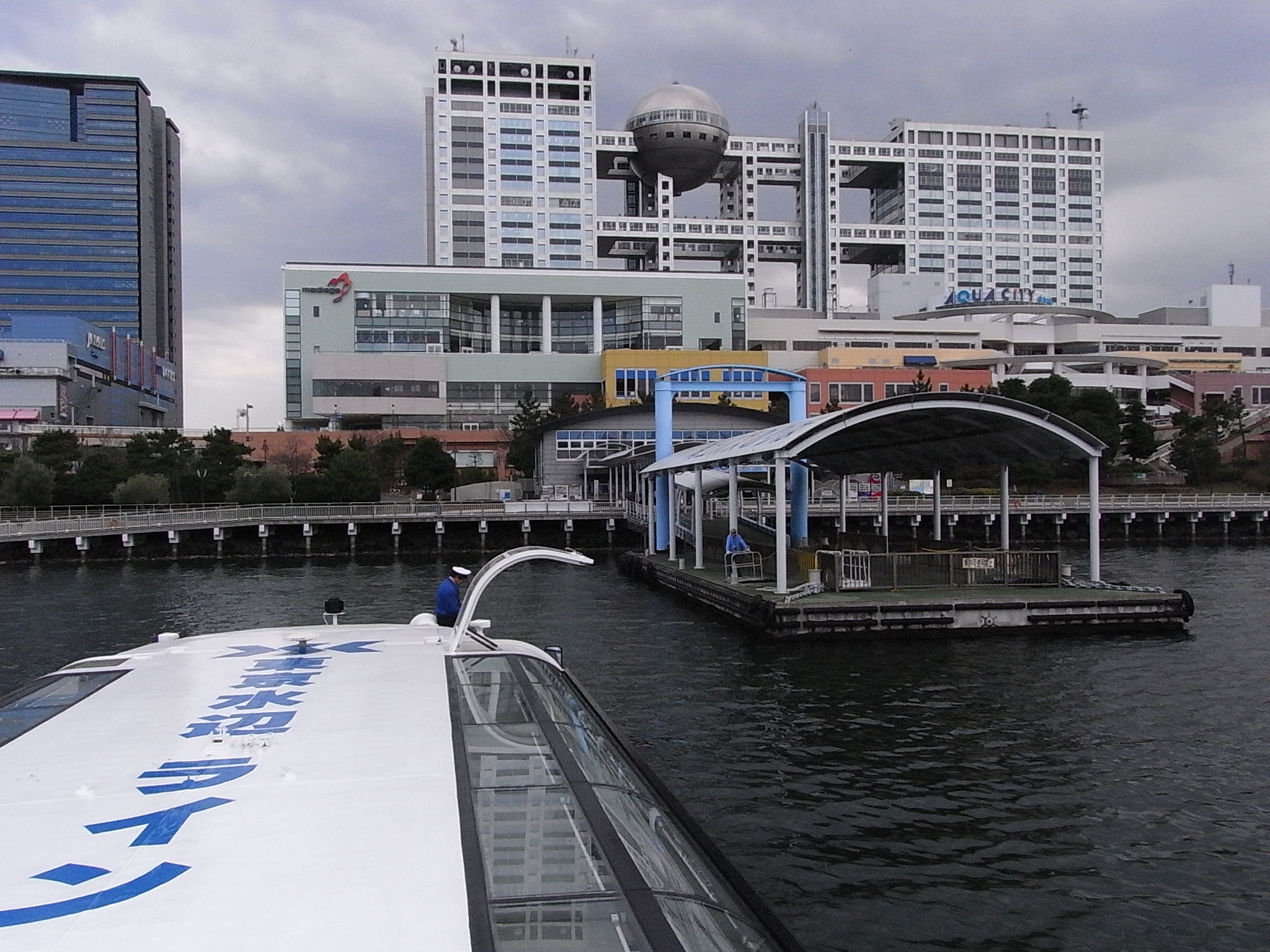
お台場海浜公園発着場（2009年3月10日撮影）